# 石狩市立浜益小学校
石狩市立浜益小学校（いしかりしりつ はまますしょうがっこう）は、北海道石狩市浜益区柏木にある公立小学校。
同市浜益区を通学区域とする。石狩振興局管轄内で最も広い校区を有する小学校である。

## 概要
- 校長 - 小玉智士
- 教頭 - 佐藤一希
- 学校給食 - あり
- へき地等級 - 3級

児童数が減少していた浜益北部小学校、浜益中央小学校、黄金小学校を統合し、1999年に開校した。
教育目標は「豊かな浜益の自然の中で、伸び伸びと活動し、自らの個性と能力を磨きながら、豊かな心と未来に向かってたくましく生きていく力を身につけていく」

## 沿革
- 1998年6月 - 統合準備委員会が発足。
- 1998年9月 - 統合が正式に決定。
- 1999年 - 浜益北部小・浜益中央小・黄金小が統合し、浜益村立浜益小学校が開校する。校舎は黄金小のものを使用。児童数71名。
- 2005年 - 児童数81名。浜益小として歴代最高となる。
- 2005年 - 石狩市に編入され、石狩市立浜益小学校となる。
- 2007年 - 前期、後期の2学期制を開始。
- 2013年 - 複式4学級となる。児童数51名。
- 2015年 - 北海道実践的安全教育モデル構築事業の指定校となる。
- 2020年 - 完全複式3学級となる。特別支援学級が開設される。
- 2025年度 - 浜益中学校と統合、小中一貫の義務教育学校である浜益学園（仮称）開校予定[1]。

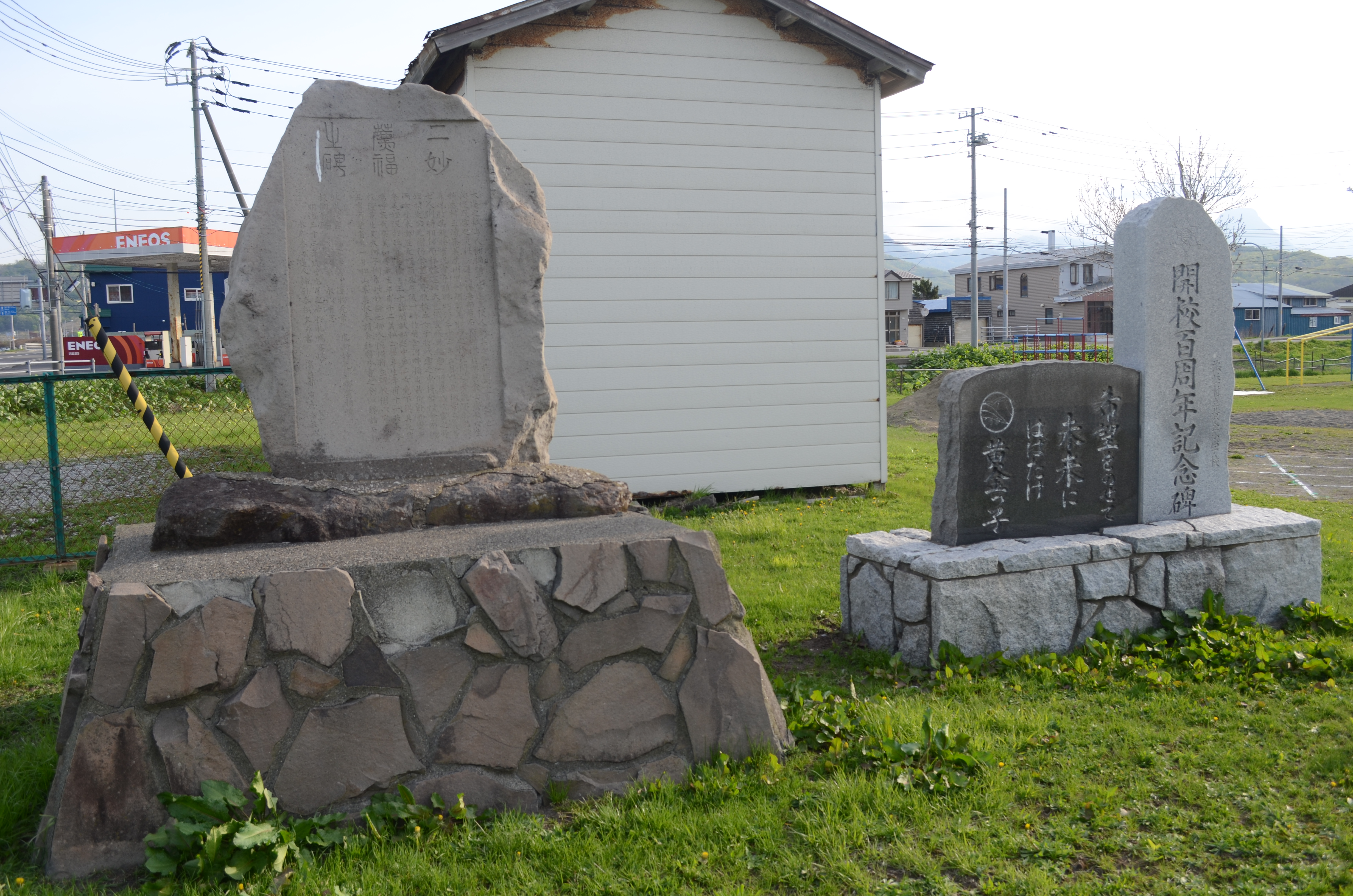
開校百周年記念碑

## 通学区域
石狩市浜益区：濃昼、送毛、毘砂別、柏木、川下、浜益、群別、幌、床丹、千代志別、実田、御料地、雄冬
卒業生は基本的に浜益村立浜益中学校に通学する。

## 交通
- 沿岸バス 特急ましけ号 札幌線「柏木」下車。
- 石狩市 浜益滝川間乗合自動車「柏木」下車。

## 学校周辺
- 柏木簡易郵便局
- 川下海浜公園
- ふじみや製菓